# Генетске студије генија
Генетске студије генија, касније познате као Терманова студија даровитих, је   најстарија и најдуговјечнија студија из области психологије. Започео ју је Луис Терман на Универзитету Стенфорд 1921. да би испитао развој и карактеристике даровите деце у одраслом добу.
Резултати студије објављени су у пет књига, монографији, и десетинама чланака. Сродна ретроспективна студија о еминентним људима у историји коју је урадила Катарин Кокс, иако није део лонгитудиналне студије, објављена је као део Генетских студија генија. То је даље инспирисало текућу лонгитудиналну студију Студије математички прераног узраста младих.